# Prosodontus schwemmlei
Prosodontus schwemmlei är en rundmaskart. Prosodontus schwemmlei ingår i släktet Prosodontus och familjen Diplogasteridae. Inga underarter finns listade i Catalogue of Life.